# Académie pontificale des sciences sociales

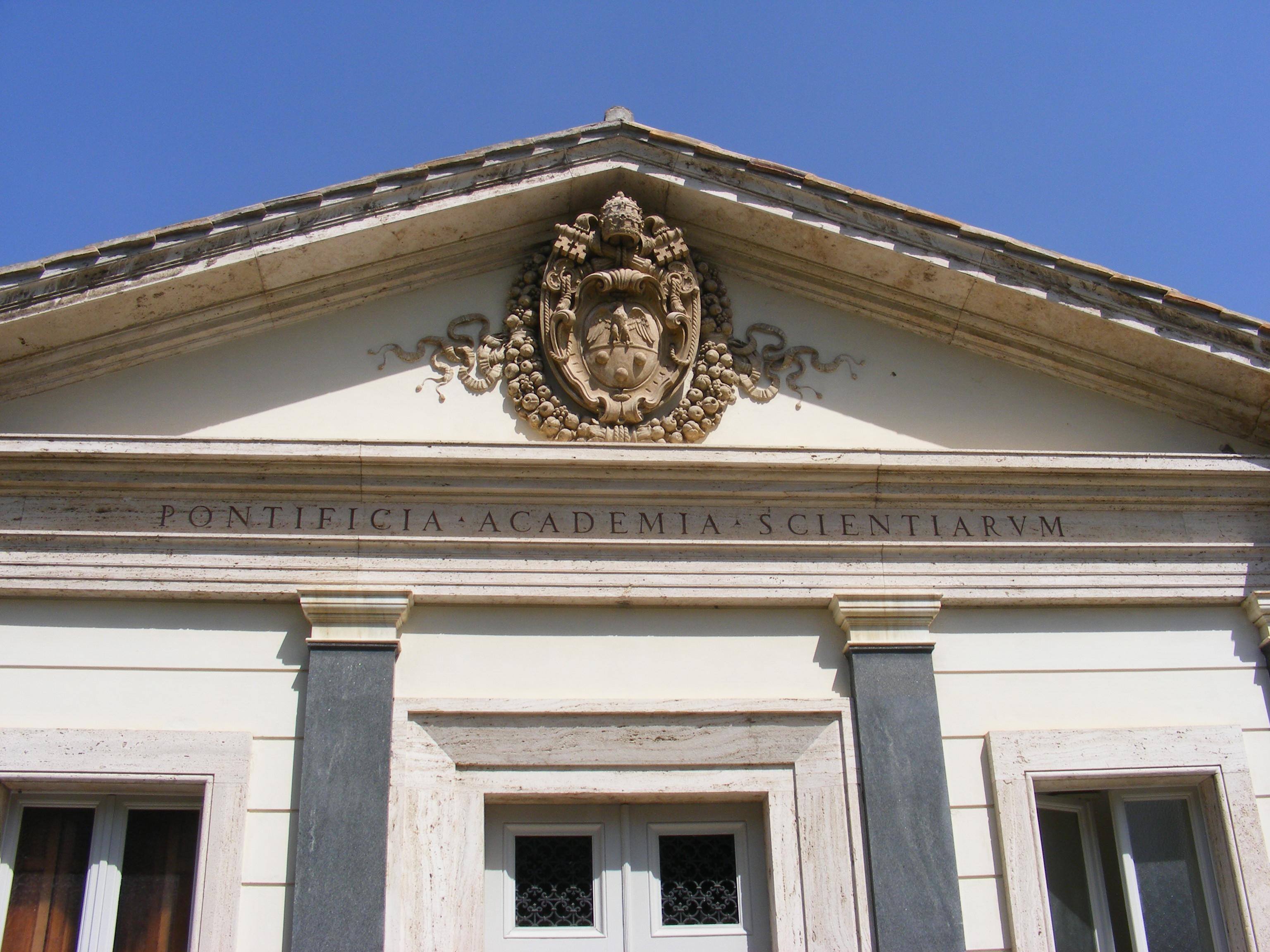
Entrée de l'Académie

L'Académie pontificale des sciences sociales est une institution indépendante siégeant au Vatican, fondée par le pape Jean-Paul II le 1er janvier 1994 dans le Motu proprio Socialum Scientiarum.

## L'académie
L'Académie pontificale des sciences sociales a été créée avec l'objectif de promouvoir l'étude et l'évolution des sciences sociales, principalement l'économie, la sociologie, le droit et la science politique en cohérence avec la doctrine de l'Église. Sa mission, telle que Jean-Paul II la définit dans son motu proprio,  est de permettre à l'Église d'affiner sa doctrine sociale et de mieux l'appliquer à la société contemporaine afin de contribuer à préserver la paix et à créer une société fondée sur l'homme.
Bien qu'indépendante du Vatican, l'Académie maintient des relations étroites avec le Conseil pontifical Justice et Paix. Ses membres, originaires de l'ensemble des pays du monde et n'ayant pas nécessairement de distinction religieuse, sont nommés par le pape sur proposition des autres membres de l'Académie. Ils sont au moins vingt et moins de quarante, et travaillent gratuitement.
L'Académie est située dans la Villa Pia dans les jardins du Vatican, comme l'Académie pontificale des sciences avec qui elle partage aussi le même chancelier. Son président est nommé par le pape. Il est assisté d'un chancelier et d'un conseil de cinq membres. Son financement est assuré par une fondation dotée de fonds privés et d'une contribution du Saint-Siège.
L'économiste français Edmond Malinvaud fut le premier président de l'Académie de 1994 à 2004. Il a été remplacé par la juriste américaine Mary Ann Glendon, à qui a succédé la sociologue britannique Margaret Archer en 2014. Depuis mars 2019, le président de l'Académie est le professeur d'économie politique italien Stefano Zamagni qui est très engagé dans la lutte contre la traite humaine, un de ses principaux sujets d’étude à la demande du pape François. Le géographe français Gérard-François Dumont et l’économiste et Prix Nobel américain Joseph Stiglitz figurent parmi les membres les plus éminents de l’Académie.

## Travaux
L'Académie produit trois catégories de travaux. Les plus achevées sont les Acta, comptes-rendus de sessions plénières d'une durée de cinq jours (autour du 1er mai) qui sont l'aboutissement de recherches er d'entretiens approfondis permettant d'élaborer une doctrine d'action. Les Miscellanea et les Exra series sont des mémoires et comptes-rendus de travaux d'atelier sur un sujet précis. Ces travaux sont disponibles sur le site Internet du Vatican. Le Conseil pontifical Justice et Paix en est le plus souvent à l'origine et les utilise comme support à ses actions. Ils lui permettent d'approfondir la doctrine sociale de l'Eglise et de mieux comprendre les forces qui régissent le monde pour les accompagner ou les combattre. Ainsi, par exemple,dans la première décennie de ce siècle, l'Académie a traité à plusieurs reprises des sujets de la mondialisation et de la solidarité intergénérationnelle.
Les travaux des académiciens comportent des analyses et des préconisations qui servent à l'action diplomatique du Vatican.

## Liste des Académiciens
- Margaret Archer
- Rocco Buttiglione
- Paolo Carozza
- Partha Dasgupta
- Pierpaolo Donati
- Gérard-François Dumont
- Mario Draghi
- Ana Marta González
- Sr Helen Alford, OP (depuis septembre 2020)
- Allen D. Hertzke
- F. Russell Hittinger
- Vittorio Hösle
- Hsin-Chi Kuan
- Juan José Llach
- Janne H. Matlary
- John Francis McEldowney
- Roland Minnerath
- Lubomír Mloch
- Vittorio Possenti
- José T. Raga
- Gregory M. Reichberg
- Dani Rodrik  (depuis janvier 2020)
- Marcelo Sánchez Sorondo
- Joseph E. Stiglitz
- Marcelo Suárez-Orozco
- Krzysztof Wielecki
- Stefano Zamagni - Président
- Paulus Mzomuhle Zulu
- Marta Cartabia
- Albino Barrera
- Virgílio Maurício Viana
- Martín Guzmán